# Howard Vernon
Howard Vernon (Baden-Baden, 15 de julio de 1908-Issy-les-Moulineaux, 25 de julio de 1996) fue un actor suizo que intervino en alrededor de doscientos títulos, entre películas y series televisivas, durante las décadas de 1940 y 1990.

## Biografía
Nacido de padre suizo y madre estadounidense, pasó su infancia en Estados Unidos. De regreso a Europa, estudió en Niza y luego en Berna. Tras trasladarse a Zúrich, aprendió el oficio de actor con Erwin Kalser.
Inició su carrera como actor de teatro, de doblaje y en seriales radiofónicos, especialmente en Francia, donde se trasladó antes del estallido de la Segunda Guerra Mundial. Su perfecto conocimiento del alemán le ayudó durante la ocupación nazi, incorporándose a la compañía que actuaba para las tropas alemanas.
Al final de la guerra, Vernon comenzó su carrera cinematográfica en Francia con directores como René Clément, Henri Calef o Sacha Guitry.
Los rasgos extremadamente marcados de su rostro -asimétrico y de mirada distante-, su sonrisa ambigua y su acento suizo lo predispusieron a interpretar papeles de villano. Al principio, en Francia, se especializó en los papeles de oficiales nazis. Sin embargo, en su primera gran película, El silencio del mar (1947) de Jean-Pierre Melville, interpretaba a un oficial alemán opuesto al nazismo.
Posteriormente volvió a interpretar figuras sádicas, ambiguas y siniestras, convirtiéndose en el actor favorito del director español Jesús Franco, con quien actuó en 35 películas, entre ellas numerosas películas de terror producidas en España, Francia, Alemania y Suiza, desempeñándose también como fotógrafo fijo, acreditado con su nombre real de Mario Walter Lippert.
Vernon representó todos los papeles claves en la filmografía de Franco: fue el primer Doctor Orloff en Gritos en la noche (1962), personaje que interpretó por segunda vez en El siniestro Dr. Orloff; dos veces encarnó al Conde Drácula (Drácula prisionero de Frankenstein y La hija de Drácula) y dos veces más al mago Cagliostro (Les expériences érotiques de Frankenstein y Les exploits érotiques de Maciste dans l'Atlantide); finalmente, en una ocasión, fue el detective Al Pereira (Les ébranlées).
De todas maneras, su notable filmografía, excepto la relativa a los papeles con Franco, incluye mayormente papeles secundarios. Trabajó, entre otros, con directores del calibre de Jean-Luc Godard y Woody Allen, pero dedicó su talento sobre todo al llamado cine de género.
Al final de su carrera, se dedicó más a la televisión, especialmente partir de mediados de los años 80.

## Filmografía (selección)
- El silencio del mar (1947)
- Black Jack (1950)
- El libertador (1950)
- Adventures of Captain Fabian (1951)
- Cita con la muerte (1953)
- Napoleón (1955)
- Bob, le flambeur (1956)
- Los crímenes del Doctor Mabuse (1960)
- Léon Morin, prêtre (1961)
- Gritos en la noche (1962)
- La mano de un hombre muerto (1962)
- La venganza del Zorro (1962)
- Cabalgando hacia la muerte (1962)
- El tren (1964)
- Lemmy contra Alphaville (1965)
- ¿Qué tal, Pussycat? (1965)
- Trampa bajo el sol (1965)
- El engaño (1966)
- Miss Muerte (1966)
- The Poppy Is Also a Flower (1966)
- Triple cross (1966)
- La noche de los generales (1967)
- Necronomicón (1968)
- Mayerling (1968)
- Justine (1969)
- El ejército de las sombras (1969)
- El juez sangriento (1970)
- El diablo que vino de Akasawa (1971)
- Drácula contra Frankenstein (1972)
- La hija de Drácula (1972)
- Los demonios (1972)
- La maldición de Frankenstein (1973)
- Al otro lado del espejo (1973)
- Virgen entre los muertos vivientes (1973)
- The day of the Jackal (1973)
- Los amantes de la isla del diablo (1974)
- La última noche de Boris Grushenko (1975)
- Lo importante es amar (1975)
- El lago de los muertos vivientes (1981)
- El Hundimiento de la Casa Usher (1983)
- Sac de nœuds (1985)
- Terminus (1987)
- El aullido del diablo (1987)
- Los depredadores de la noche (1988)
- Delicatessen (1991)